# 田並胤明
田並 胤明（たなみ たねあき、1932年10月31日 - ）は、日本の政治家。衆議院議員（通算4期）、埼玉県議会議員（通算3期）を務めた。
次男は立憲民主党埼玉県議会議員の田並尚明。

## 概要
埼玉県熊谷市出身。埼玉県立熊谷高等学校卒業後、郵政省に入省。郵便局に勤務するかたわら、全逓信労働組合に加入し、活動。専従役員となる。
1975年、埼玉県議会議員選挙に北7区選挙区より出馬し初当選。以後3期連続当選。1983年の第37回衆議院議員総選挙に日本社会党公認で旧埼玉県第3区より出馬し当選。以後3期連続当選。
1993年の第40回衆議院議員総選挙では社会党退潮のあおりを受け落選。1996年の第41回衆議院議員総選挙では民主党と新進党の支援を受け無所属で埼玉11区より出馬したが落選した。
2000年の第42回衆議院議員総選挙では民主党公認で埼玉12区から出馬、小選挙区では自由民主党の小島敏男に敗れたが、比例北関東ブロックで復活し4選。
2003年の第43回衆議院議員総選挙には出馬せず引退を表明した。後継候補は本多平直。民主党埼玉県連第12総支部最高顧問となった。
2018年1月の立憲民主党埼玉県総支部連合会第1回運営委員会において立憲民主党埼玉県連顧問となり、民進党から同党に移籍した。

## 農地転用地の転売への関与
2011年、熊谷市上之字吉原地内の市街化調整区域に所在する同市農業振興地域の第一種農地約1.6ヘクタールを取得し、自ら新規にスーパーマーケット事業を始めるとして2017年3月、埼玉県に大規模小売店舗立地法に基づく届け出及び農地転用申請を行い、同年4月、県から転用許可を受けていた深谷市の食品機械メーカー「株式会社新井機械製作所」が、同地にスーパーマーケットの建物と駐車場を造成していたものの、同月、開業前の用地取得費の4倍以上の価格でスーパーマーケットチェーン「ヤオコー」運営会社「株式会社ヤオコー」（本社・川越市）に土地を転売。同年5月に権利売却契約を行い決済を終えた。当初この商業施設は土地購入費5700万円と造成費1億5000万円、計2億円余りの計画だったが、ヤオコーは土地を8億6300万円で買い取り、また建物を約12億円と評価していた。ヤオコーは同地にショッピングセンターを2017年11月15日に開店予定と公表していた。田並は新井機械製作所の代理人になっているといい、2014年10月には埼玉県庁の担当課を訪問。同年12月にはヤオコー担当者も事業者として熊谷市役所での打ち合わせに田並と同席し、2015年6月にはヤオコーに所有権を移転することを前提に議論も行われていた。熊谷市役所では「（黒塗り）元代議士相談案件」として記録されていた。
この土地は市街化調整区域にあるため開発が原則許可されないが、「公共移転」（公共事業の施行により移転建築する建築物）により新井機械製作所が取得した権利により申請が認められたものである。新井機械製作所は山形県米沢市万世町桑山に煎餅販売の店舗と工場を所有していたといい、その一部が東北中央自動車道用地として国の土地収用の対象となり、2011年、国（国土交通省）が購入した。このため同じ事業を継続する目的において認められる「公共移転」として替地補償が行われた。新井機械製作所は熊谷市に対し、「米沢市で煎餅工場と一体の店舗施設」を営んでいたと説明。熊谷市は公共移転の対象であることは確認したが、どのような店舗であったのかについては実態を確認していなかった。埼玉県と熊谷市は2018年8月、「農地転用許可の内容から外れている」として、転用許可通りに土地所有権を新井機械製作所に戻し、転用を申請した新井機械製作所自身がこの土地を使うよう行政指導を行った。同年9月10日付でヤオコーから新井機械製作所が買い戻した。 
田並は「悪意はなく錯誤だった」と釈明しているものの、2015年以降、自宅や土地などを担保に入れてヤオコーから事業資金を借り入れていた。ヤオコーは田並が所有する土地・建物に対し2017年4月までに9億円の根抵当を設定していた。埼玉県議会の自由民主党会派は、「（原則として農業以外への用途が認められない）第一種農地の転用が安易に認められていることは不自然であり、転売を前提に手続きが進んでいた可能性も否定できない」と指摘し、田並の関与やヤオコーの資金提供など不可解な点が多いとして、これらの疑惑について県議会平成30年9月定例会から県を追及している。常任委員会環境農林委員会において自民などの会派は県による一連の許認可の経緯などを質問したが、「疑問点が全く解消されなかった。県の説明は不十分。満足な回答が得られない。常任委の調査では限界がある」として、自民会派が地方自治法第百条に基づく調査特別委員会（百条委員会）設置の動議を提出するに至った。これに対し田並が県連顧問を務める立憲民主党の議員が参加している会派「立憲・国民・無所属の会」は「県はしっかりと指導している。開発許可の手続きは県ではなく熊谷市の事務。県議会としての百条委員会の設置は不適切」などと反対したが、農地転用は県が許可していることから自民などの会派はこれを退け、同月12日、「立憲・国民・無所属の会」以外の全会派による賛成多数で可決、百条委員会「熊谷市上之地内における農地転用許可等調査特別委員会」（長峰宏芳委員長（自民）、本木茂副委員長（自民）、定数13）が設置された。同委員会は同年11月5日に初会合を開いた。同月16日には現地調査を行い、委員が当該の地所及び物件を検分した。さらに同月29日には県と熊谷市の当時の担当者らを証人喚問し、転用許可の経緯やその後の買い戻しに関する行政指導等について質した。
同委員会の調査は2019年2月定例会まで行われた。2月6日の委員会では田並ら関係者3人が証人喚問に出席。田並は「悪意はなく、知識不足だった」と弁明した。2019年4月の埼玉県議会議員選挙北5区（熊谷市、定数3）は尚明の他、自民党公認の現職と保守系無所属の元熊谷市議会議員2名の届け出に留まり、無投票となったため、田並にかかるこの問題が地元の選挙戦の争点になることはなかった。県の指導監督が不十分だったとする県議会の追及に対し、県は7月1日に許可判断に問題はないとする見解を報告した。
同スーパーは上記の行政指導などから開業を延期していたが、2021年2月に新井機械がヤオコーの子会社で食品スーパーを展開するエイヴイから経営指導を受ける形式で開業した。

## その他の役職
社会福祉法人「太陽の会」（さいたま市）理事長